# Misinto
Misinto là một đô thị ở tỉnh Monza và Brianza, vùng Lombardia của Italia, khoảng 25 km về phía tây bắc của Milano. Tại thời điểm ngày 31 tháng 12 năm 2004, đô thị này có dân số 4.512 và diện tích là 5,1 km².
Đô thị Misinto gồm các frazione (đơn vị cấp dưới, chủ yếu là thôn làng) Cascina Nuova và Cascina Sant'Andrea.
Misinto giáp các đô thị: Lentate sul Seveso, Lazzate, Rovellasca, Rovello Porro, Cogliate.